# Jean-Pierre Richard (critique littéraire)
Pour les articles homonymes, voir Richard et Jean-Pierre Richard.
Jean-Pierre Richard, né à Marseille le 15 juillet 1922 et mort à Paris (5e arrondissement) le 15 mars 2019,, est un critique littéraire français, il est un représentant important de la critique « thématique » inaugurée par Gaston Bachelard et Georges Poulet.

## Biographie
Après sa scolarité au lycée Thiers, Jean-Pierre Richard est entré à l'École normale supérieure en 1941dont il ressort agrégé de lettres en 1944. Il devient docteur ès lettres en 1962.
Il enseigne la littérature en Écosse de 1946 à 1948, à Londres de 1949 à 1958 et à l'Institut Français de Madrid dans les années 1960. Jean-Pierre Richard a enseigné à l'université de Vincennes de 1969 à 1977, puis à l'Université Paris IV-Sorbonne de 1978 à 1984.
Depuis la parution de Littérature et sensation (1954) il n'a cessé d'explorer le lien qui unit l'écriture et l'expérience intime du monde, chez des écrivains du XIXe et du XXe siècle. Il consacre son premier essai à Stendhal, à Flaubert, à Fromentin et aux Goncourt et met au jour l'importance de l'univers matériel et des sensations qu'il définit. 
Dans Poésie et profondeur, il précise l'enjeu de son étude retrouver le « moment premier de la création littéraire » et saisir l'instant où d'un même projet se construisent l'homme, l'écrivain et l'œuvre. Il consacre un chapitre à Paul Verlaine, intitulé « Fadeur de Verlaine ». Il y évoque la manière dont le poète affaiblit les sensations et n'en garde que des traces, des impressions, jusqu'à mettre le réel entre parenthèses.
Jean-Pierre Richard s'est penché sur l'univers de Mallarmé, évoquant la part de rêverie qui suscite la création littéraire. 
Inspiré par les théories de Gaston Bachelard et les œuvres de Georges Poulet, Jean-Pierre Richard a pratiqué une critique subtile et recherchée, influencée par la psychologie et par les idées de rêverie et de recherche instinctive du bonheur.  

## Ouvrages
- Les Jardins de la terre, Verdier, 2014 (études sur Daniel Guillaume, Maryline Desbiolles, Maylis de Kerangal et Fred Vargas)
- Pêle-mêle, Verdier, 2010  (études sur Yves Bonnefoy, Gérard Macé, Paul Claudel, Henri Bosco, Christophe Pradeau, Michel Jullien et Stéphane Audeguy)
- Chemins de Michon, Verdier, 2008
- Roland Barthes, dernier paysage, Verdier, 2006
- Quatre lectures, Fayard, 2002 (études sur Yves Bichet, Pierre Michon, Pierre Bergounioux et Dominique Barbéris)
- Essais de critique buissonnière, Gallimard, 1999
- Terrains de lecture (Etudes sur Pierre Michon, Christian Bobin, Michel Orcel, Serena, Savitzkaya, Drevet, Rouaud, NDiaye), Gallimard, 1996
- Stéphane Mallarmé, Épouser la notion, Éditions Fata Morgana, 1992
- L'État des choses : études sur huit écrivains d'aujourd'hui, Gallimard, 1990 (études sur Jacques Réda, Pascal Quignard, Gérard Macé, Pierre Michon, Pierre Bergounioux, Philippe Djian, Jean-Loup Trassard, Michel Chaillou)
- Microlectures II. Pages Paysages, Seuil, coll. « Poétique », 1984
- Microlectures I, Seuil, coll. « Poétique », 1979
- Stéphane Mallarmé, Pour un Tombeau d'Anatole, Seuil, coll. « Pierres vives », 1961; réédition, coll. « Points Essais » no 71, 1976 ; réédition, coll. « Le Don des langues », 1990
- Proust et le Monde sensible, Seuil, coll. « Poétique », 1974 ; réédition, coll. « Points Essais » no 208, 1990
- Nausée de Céline, Éditions Fata Morgana, 1973 ; réimpression 1991 ; réédition, Verdier, 2008
- Études sur le romantisme, Seuil, coll. « Pierres vives », 1970 ; réédition, coll. « Points Essais » no 389, 1999
- Paysage de Chateaubriand, Seuil, coll. « Pierres vives », 1967
- Onze études sur la poésie moderne, Seuil, coll. « Pierres vives », 1964 ; réédition, coll. « Points Essais » no 131, 1981 (études sur Pierre Reverdy, Saint-John Perse, René Char, Paul Éluard, Georges Schehadé, Francis Ponge, Eugène Guillevic, Yves Bonnefoy, André du Bouchet, Philippe Jaccottet et Jacques Dupin)
- L'Univers imaginaire de Mallarmé, Seuil, coll. « Pierres vives », 1961
- Stéphane Mallarmé, Correspondance (1862-1871), Gallimard, 1959 (en collaboration avec Henri Mondor)
- Poésie et Profondeur, Seuil, coll. « Pierres vives », 1955 ; réédition, coll. « Points Essais » 1976 (comprend quatre essais : « Géographie magique de Nerval » ; « Profondeur de Baudelaire » ; « Fadeur de Verlaine » ; « Rimbaud, ou la Poésie du devenir »)
- Littérature et Sensation, Seuil, coll. « Pierres vives », 1954 ; réédition sous le titre Littérature et Sensation : Stendhal Flaubert ; réédition, coll. « Points Essais » no 8, 1970 ; réimpression 1990

## Prix
- Prix Max-Barthou 1963 de l’Académie française pour L’univers imaginaire de Mallarmé[9].
- Prix Henri-Mondor 1971 de l’Académie française pour ses travaux consacrés à Mallarmé[9].
- Prix de la critique 2015 de l’Académie française pour l’ensemble de son œuvre.